# Norrtjärnen (Ramsjö socken, Hälsingland)
Norrtjärnen är en sjö i Ljusdals kommun i Hälsingland och ingår i Ljusnans huvudavrinningsområde.